# Yafar al-Siqlabi
Yafar al-Siqlabi, también conocido como Yafar ibn Abd al-Rahman, (f. 971) fue el hayib del Califato de Córdoba entre los años 961 y 971, bajo el gobierno del califa al-Hakam II. Albergó una vivienda en Medina Azahara actualmente visitable y además participó en diversos proyectos constructivos como la ampliación de la Mezquita aljama de Córdoba en el siglo X.
El término «al-Siqlabi» hacía referencia a su condición como saqaliba, antiguo esclavo que se había convertido en liberto. Mientras que su denominación como «ibn Abd al-Rahman», indicaba a los esclavos que adquirían la denominación de «hijo del califa», en este caso de Abderramán III, con el que comenzó a ganar puestos en la corte omeya.

## Biografía

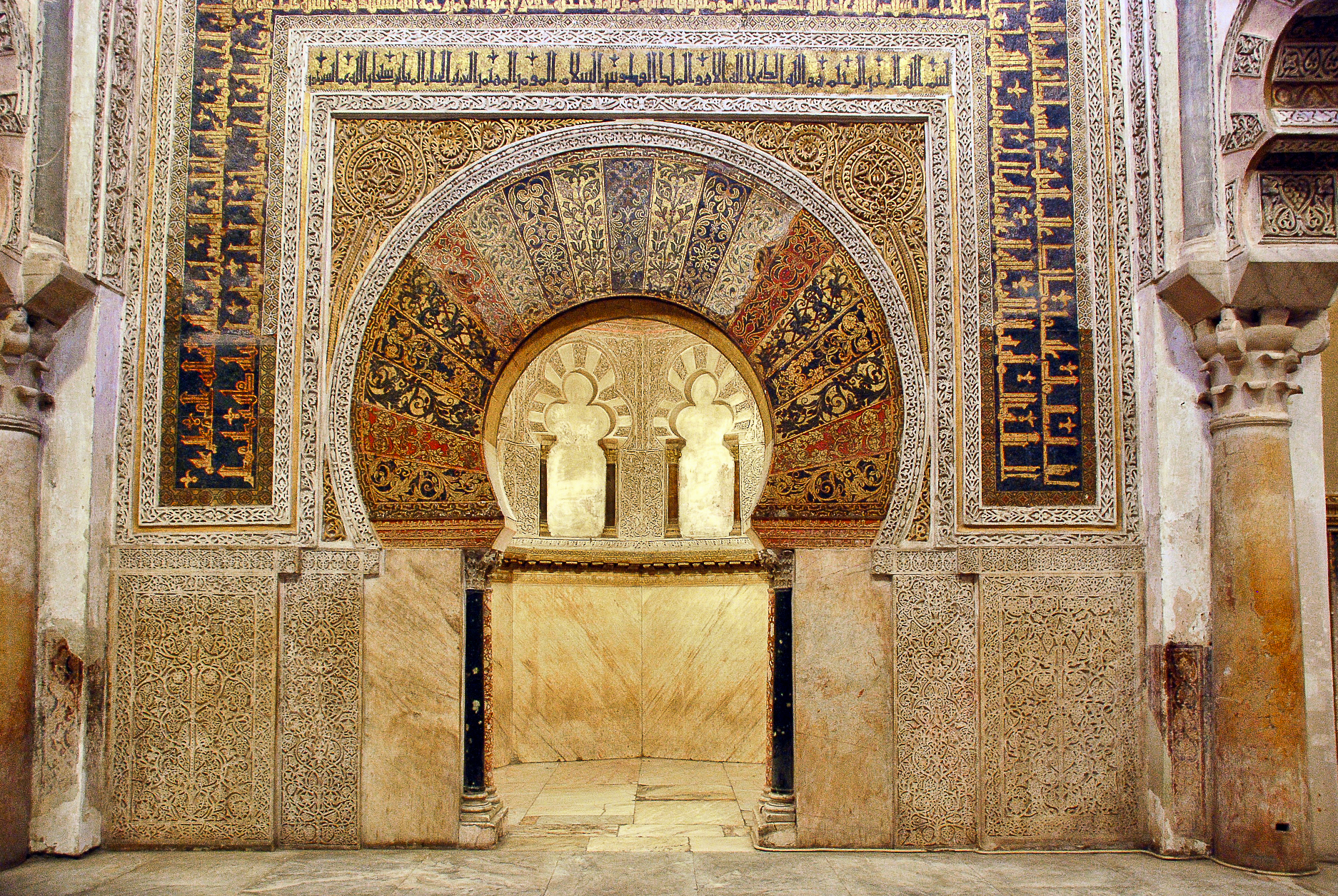
El nombre de Yafar al-Siqlabi aparece hasta en cuatro ocasiones en el mihrab de la Mezquita aljama de Córdoba, obra que él mismo planificó.

Yafar fue un esclavo eunuco que consiguió escalar posiciones sociales hasta conseguir ser jefe de las caballerizas (sahib al-jayl) y responsable de la fábrica de tejidos (dar al-tiraz) durante el gobierno del emir y posterior califa Abderramán III (912-961). Además, algunos epígrafes incluso lo señalan como responsable de algunas obras realizadas en la ciudad palatina de Medina Azahara, a unos ocho kilómetros de Córdoba, desde el año 956.
Una vez fallecido Abderramán III, su primogénito al-Hakam II celebró la jura como nuevo soberano el 4 de octubre de 961 en el Alcázar andalusí de Córdoba y, un día más tarde, en Medina Azahara. En ambos eventos se encontraba Yafar al-Siqlabi y, una vez al-Hakam adquirió el trono califal el 15 de octubre, justo ese mismo día, nombró a Yafar al-Siqlabi como hayib. Este le correspondió regalando al recién coronado califa cien esclavos militares francos que había comprado él mismo; a partir de entonces van a ser conocidos como los «yafaríes» y tendrán una presencia destacada en los desfiles militares. Asimismo, al-Hakam fue quien realizó una de las ampliaciones más bellas de la Mezquita aljama de Córdoba, adjudicándole algunos de los trabajos a Yafar. Estos hechos son conocidos debido a que el nombre del eunuco aparece inscrito en el mismo mihrab hasta en cuatro ocasiones.

Mandó el imán, al-Muntansir bi-llah, siervo de Dios, al-Hakam, Príncipe de los Creyentes a su liberto y hayib, Yafar ibn Abd al-Rahman, Dios se apiade de él, la erección de esta construcción.

Esta insistencia es algo casi extravagante y es un halago al eunuco, a pesar de que había fallecido hacía poco, en el año 971, tal y como afirma la inscripción «Dios se apiade de él». Tras su fallecimiento, al-Hakam II no volvió a nombrar hayib, si no que únicamente nombró a distintos visires de menor rango.

## Casa de Yafar en Medina Azahara

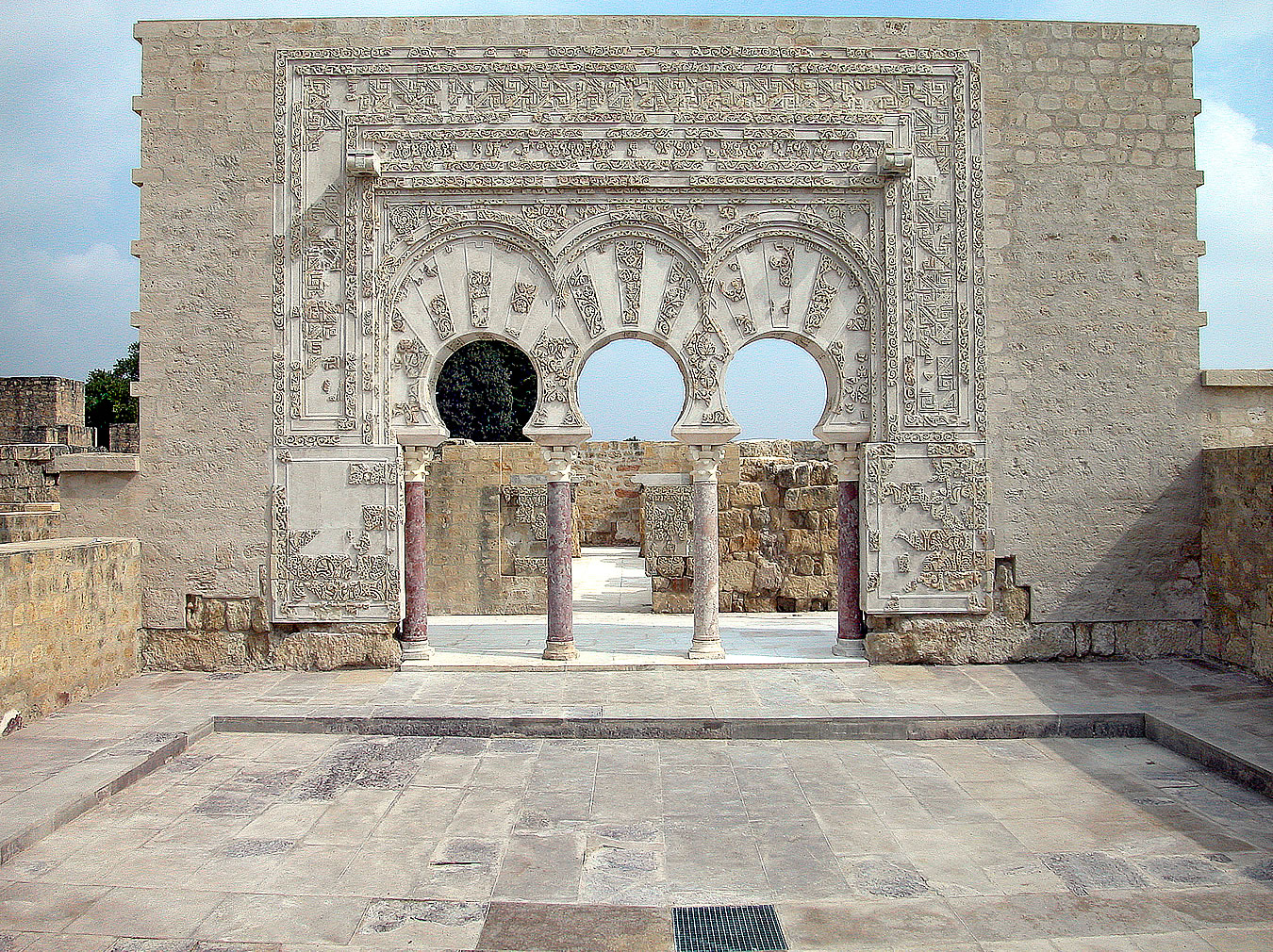
Vivienda de Yafar al-Siqlabi en Medina Azahara.

Una vez Yafar al-Siqlabi adquirió el cargo de hayib, se realizaron una serie de remodelaciones en Medina Azahara para que pudiera albergar su vivienda cerca del califa al-Hakam II. Actualmente su residencia se trata de una de las zonas mejor conservadas de todo el yacimiento, declarado Patrimonio de la Humanidad por la Unesco en 2018, gracias a serie de restauraciones que se llevaron a cabo en 2003 y cuyo trabajo recibió el Premio Europa Nostra.